# Wavrechain-sous-Faulx
Wavrechain-sous-Faulx è un comune francese di 440 abitanti situato nel dipartimento del Nord nella regione dell'Alta Francia.

## Società

### Evoluzione demografica
Abitanti censiti